# Who Are You
Who Are You — музичний альбом гурту The Who. Виданий 18 серпня 1978 року лейблом Polydor Records. Загальна тривалість композицій становить 43:00. Альбом відносять до напрямку рок.

## Список композицій

### Сторона перша
1. «New Song» — 4:14
2. «Had Enough» (Джон Ентвісл) — 4:27
3. «905» (Entwistle) — 4:02
4. «Sister Disco» — 4:23
5. «Music Must Change» — 4:39

### Сторона друга
1. «Trick of the Light» (Джон Ентвісл) — 4:06
2. «Guitar and Pen» — 5:56
3. «Love Is Coming Down» — 4:04
4. «Who Are You» — 6:16

### Перевидання 1996 року
1. «No Road Romance» — 5:10
2. «Empty Glass» — 6:23
3. «Guitar and Pen» — 5:58
4. «Love Is Coming Down» — 4:06
5. «Who Are You» — 6:18